# Эль Абдиа, Анасс Аит
 Анасс Аит Эль Абдиа (араб. أنس آيت العبدية‎, англ. Anass Aït El Abdia; род. 21 марта 1993 в Марокко ) — марокканский профессиональный  шоссейный велогонщик, выступающий за команду мирового тура «UAE Team Emirates». Чемпион Марокко в групповой гонке (2016).

Участник летних Олимпийских игр 2016 года, занял 47-е место в групповой гонке.

## Достижения
2013
2-й - Grand Prix Al Massira
3-й - Grand Prix Sakia El Hamra
2014
1-й - Этап 5 Тур Марокко
2015
1-й  - Чемпион Марокко - Индивидуальная гонка (U23)
1-й -Challenge du Prince - Trophée de la maison royale
3-й - Grand Prix Oued Eddahab
3-й - Grand Prix Al Massira
3-й - Тур Марокко - Генеральная классификация
3-й - Challenge du Prince - Trophée princier
3-й - Challenge du Prince - Trophée de l'anniversaire
3-й - Challenge des phosphates - Гран-при Хурибга
2016
1-й  - Чемпион Марокко - Групповая гонка
6-й Тур Кот-д’Ивуара - Генеральная классификация
2017
1-й Тур Марокко - Генеральная классификация

## Статистика выступлений

### Гранд-туры
| Гонка           | 2017 |
| --------------- | ---- |
| Джиро д'Италия  | —    |
| Тур де Франс    | —    |
| Вуэльта Испании | НФ   |

| —  | Не участвовал  |
| НФ | Не финишировал |